# 前進する社会主義
前進する社会主義（ぜんしんするしゃかいしゅぎ、朝鮮語: 전진하는 사회주의）は、2016年に発表された、朝鮮民主主義人民共和国の楽曲である。

## 概要
2016年10月10日付の労働新聞三面に歌詞が掲載され、朝鮮労働党創建71周年慶祝公演（歌と演奏は功勲国家合唱団）にて初披露された。
北朝鮮のテレビ・ラジオでは功勲国家合唱団（重唱組）・牡丹峰楽団の歌と演奏による楽曲（編曲:アン・ジョンホ）が放送されている。